# 卑怯者の勲章
『卑怯者の勲章』（ひきょうもののくんしょう、原題：The Americanization of Emily）は1964年のアメリカ合衆国の映画。

## 概要
本作は反戦をテーマとするシリアス・ロマンティック・コメディ映画である。ある司令官が、海軍の宣伝および軍事費増強などを画策し、上陸作戦を、映像に撮ろうと思いつくことから、翻弄される人々を描く。
脚本家パディ・チャイエフスキーらによるシニカルな表現により、綴られている。

## キャスト
- チャーリー・メディスン少佐 - ジェームズ・ガーナー
- エミリー・バーラン - ジュリー・アンドリュース
- ジェサップ提督 - メルヴィン・ダグラス
- カミングス少佐 - ジェームズ・コバーン
- スパウディング大佐 - ウィリアム・ウィンダム
- 綺麗な女性 - シャロン・テート（カメオ出演）

## 受賞
この映画は1965年に2つのアカデミー賞、撮影賞(モノクロ作品)、美術賞(モノクロ作品)にノミネートされた。また、エミリーを演じたジュリー・アンドリュースは1966年に英国アカデミー賞 最優秀英国女優賞にノミネートされた。

## 豆知識
この映画で共演したジュリー・アンドリュースとジェームズ・ガーナーは後に、ミュージカル映画『ビクター/ビクトリア』(1982年)、テレビ映画『One Special Night』(1999年)などでも共演している。また、二人ともこの映画を好きな映画に挙げている。
- ジョニー・マンデル エミリーほか

ジャズ・スタンダードであり、数多くカバーがある。

## 主な出版物など
- 映画 「卑怯者の勲章」オリジナル・サウンドトラック LP盤 ほか
- Americanization Of Emily / The Sandpiper / Drums Of Africa Johnny Mandel （CD/Film Score Monthly/FSM1204）
- VHS 「The Americanization of Emily」（Warner Studios）
- DVD 「The Americanization of Emily

（卑怯者の勲章）」（WARA1000524718DVD）
- ブルーレイ 「The Americanization of Emily（卑怯者の勲章）」（Warner Archive / WARA698732BR）
  - 【Special Features】
  - Commentary by Film Historian Drew Casper
  - Featurette: Action On The Beach
  - Theatrical Trailer

日本（語版）盤発売は、未定